# إي أم دي فينوم

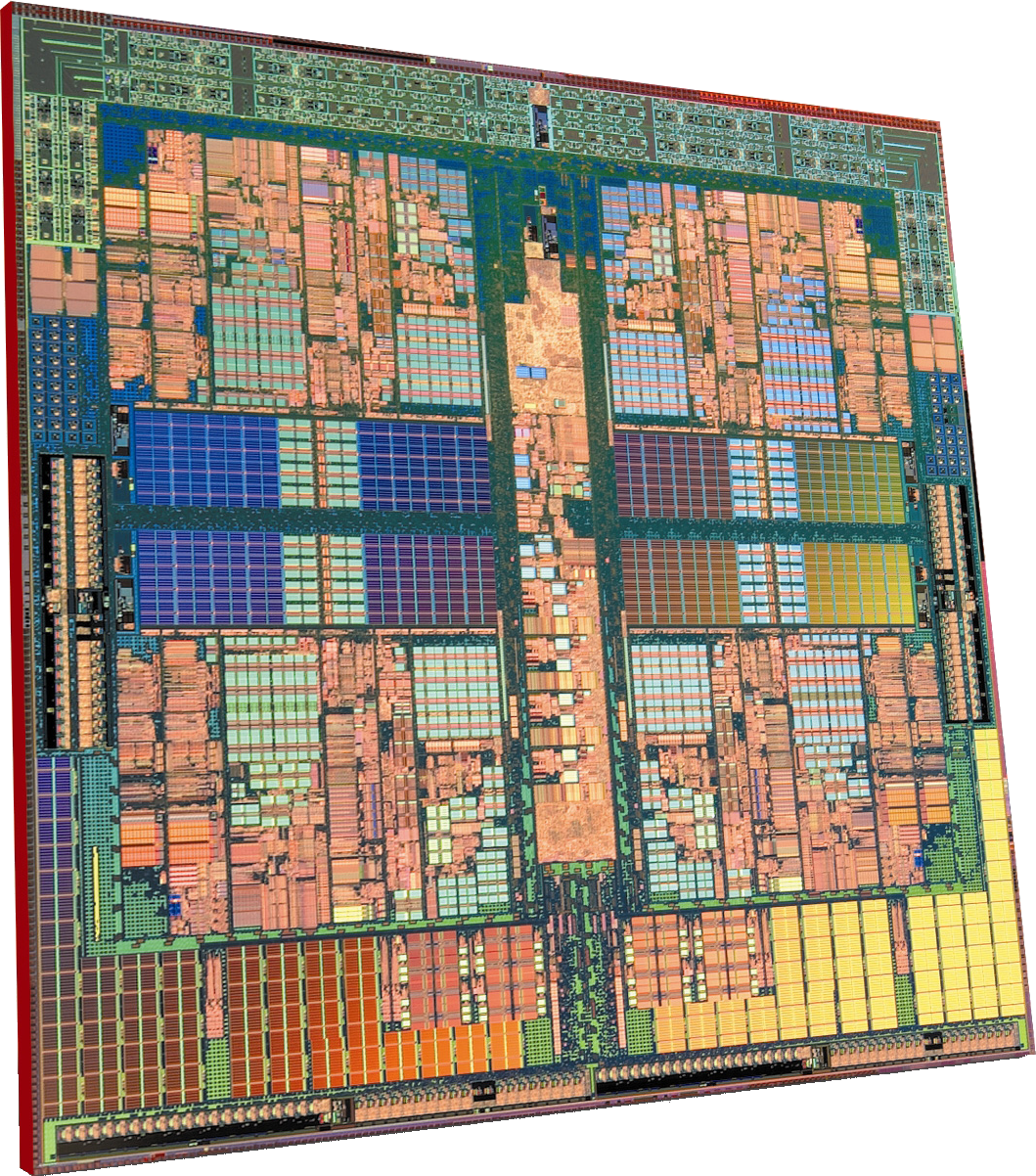
وحدة إي أم دي فينوم رباعية اللب

إي أم دي فينوم (بالإنجليزية: AMD Phenom)‏ وهي سلسلة من وحدات المعالجة المركزية من شركة إي أم دي مبنية على تكنولوجيا الهندسة الدقيقة كي 10 (K10)، وهو الجيل العاشر من وحدات المعالجة المركزية لدى الشركة.
```
والفرع في هذه السلسلة ثلاثية اللب يسمى بسلسلة فينوم إكس 3 8000 (Phenom X3 8000) و الفرع رباعي اللب يسمى فينوم إكس 4 9000 (Phenom X4 9000).
```

وتعتبر شركة إي أم دي السلسلة رباعية اللب على أنها أول سلسلة رباعية اللب حقيقية في العالم (تعتبر ذلك بسبب تصنيع هذه لبوب عل رقاقة واحدة ذات تصميم جديد داخل غلاف وحدة المعالجة المركزية بينما إصدارات إنتل رباعية اللب كانت على رقاقتين وهاتان الرقاقتان كانتا ذات تصميم قديم). وكانت هذه السلسلة تستعمل مقبس إي أم 2+. وأطلقت الشركة نسخ مختلفة من هذه السلسلة في الأعوام 2007 و2008 وأعلنت أنها ستطلق سلسلة مطورة باسم فينوم 2 في عام 2009.